# ريتشارد تشامبرلين
ريتشارد تشامبرلين (بالإنجليزية: Richard Chamberlain)‏ مواليد 31 مارس 1934 في بيفرلي هيلز، الولايات المتحدة، هو ممثل أمريكي بدأ مسيرته الفنية عام 1958. كما أنه من الفائزين بجائزة غولدن غلوب.

## الأعمال
- الجحيم المرتفع
- ليلة الصياد
- أنا الآن أعلن أنكما تشاك ولاري
- ربات بيوت يائسات
- تشاك

## وصلات خارجية
- ريتشارد تشامبرلين على موقع IMDb (الإنجليزية)
- ريتشارد تشامبرلين على موقع ميتاكريتيك (الإنجليزية)
- ريتشارد تشامبرلين على موقع روتن توميتوز (الإنجليزية)
- ريتشارد تشامبرلين على موقع مونزينجر (الألمانية)
- ريتشارد تشامبرلين على موقع ألو سيني (الفرنسية)
- ريتشارد تشامبرلين على موقع ميوزك برينز (الإنجليزية)
- ريتشارد تشامبرلين على موقع تيرنر كلاسيك موفيز (الإنجليزية)
- ريتشارد تشامبرلين على موقع أول موفي (الإنجليزية)
- ريتشارد تشامبرلين على موقع قاعدة بيانات برودواي على الإنترنت (الإنجليزية)
- ريتشارد تشامبرلين على موقع قاعدة بيانات الأفلام السويدية (السويدية)